# Cyrtinus opacicollis
Cyrtinus opacicollis es una especie de escarabajo longicornio del género Cyrtinus, tribu Cyrtinini, orden Coleoptera. Fue descrita científicamente por Bates en 1885.

## Descripción
Mide 3,5 milímetros de longitud.

## Distribución
Se distribuye por Guatemala.